# Dirección IP

Detalle de una dirección IPv4, expresada en notación decimal separada por puntos.

Una dirección IP (del inglés, Internet Protocol) es una etiqueta numérica que identifica de manera lógica y jerárquica a una interfaz —habitualmente un dispositivo de computadora, laptop, teléfono inteligente conectada a la red, que utilice el protocolo de internet o que corresponda al nivel de red del modelo TCP/IP. En principio se usa en la red global, aunque también para aplicaciones locales (como la identificación de un router en una red cerrada). Una dirección IP tiene dos funciones principales: identificación de la interfaz de red y direccionamiento para su ubicación.
El Protocolo de Internet versión 4 (IPv4) define una dirección IP como un número de 32-bit. Sin embargo, debido al crecimiento de Internet y el agotamiento de las direcciones IPv4 disponibles, se estandarizó en 1998 una nueva versión del protocolo (IPv6), que utiliza 128 bits para la dirección IP. La implementación de IPv6 ha estado en curso desde mediados de la década de 2000.
La dirección IP puede cambiar a menudo debido a cambios en la red, o porque el dispositivo encargado dentro de la red de asignar las direcciones IP, decida asignar otra IP (por ejemplo, con el protocolo DHCP). A esta forma de asignación de dirección IP se le denomina también dirección IP dinámica (normalmente abreviado como IP dinámica). Los sitios de Internet que por su naturaleza necesitan estar permanentemente conectados, generalmente tienen la necesidad de una dirección IP fija (comúnmente, IP fija o IP estática). Esta no cambia con el tiempo. Los servidores de correo, DNS, FTP públicos y servidores de páginas web necesariamente deben contar con una dirección IP fija o estática, ya que de esta forma se permite su localización en la red.
Los dispositivos se conectan entre sí mediante sus respectivas direcciones IP. Sin embargo, para las personas es más fácil recordar un nombre de dominio que los números de la dirección IP. Los servidores de nombres de dominio DNS, "traducen" el nombre de dominio en una dirección IP. 

## Características
Las direcciones IPv4 se expresan mediante un número binario de 32 bits permitiendo un espacio de direcciones de hasta aproximadamente 4 294 967 296 direcciones posibles.
Las direcciones IP se pueden expresar como números de notación decimal: se dividen los 32 bits de la dirección en cuatro octetos. El valor decimal de cada octeto está comprendido en el intervalo de 0 a 255 (el número binario de 8 bits más alto es 11111111 y esos bits, de derecha a izquierda, tienen valores decimales de 1, 2, 4, 8, 16, 32, 64 y 128, lo que suma 255).
En la expresión de direcciones IPv4 en decimal se separa cada octeto por un carácter único ".". Cada uno de estos octetos puede estar comprendido entre 0 y 255.
- Ejemplo de representación de dirección IPv4: 10.128.1.253, 192.168.265.254/18

En las primeras etapas del desarrollo del Protocolo de Internet, los administradores de Internet interpretaban las direcciones IP en dos partes, los primeros 8 bits para designar la dirección de red y el resto para individualizar la computadora dentro de la red. Este método pronto probó ser inadecuado, cuando se comenzaron a agregar nuevas redes a las ya asignadas. En 1981 el direccionamiento internet fue revisado y se introdujo la arquitectura de clases (classful network architecture). En esta arquitectura hay tres clases de direcciones IP que una organización puede recibir de parte de la Corporación de Internet para la Asignación de Nombres y Números (ICANN): clase A, clase B y clase C.
- En una red de clase A, se asigna el primer octeto para identificar la red, reservando los tres últimos octetos (24 bits) para que sean asignados a los hosts,[11] de modo que la cantidad máxima de hosts es 224 - 2 (se excluyen la dirección reservada para broadcast (últimos octetos a 1) y de red (últimos octetos a 0), es decir, 16 777 214 hosts.
- En una red de clase B, se asignan los dos primeros octetos para identificar la red, reservando los dos octetos finales (16 bits) para que sean asignados a los hosts,[11] de modo que la cantidad máxima de hosts por cada red es 216 - 2, o 65 534 hosts.
- En una red de clase C, se asignan los tres primeros octetos para identificar la red, reservando el octeto final (8 bits) para que sea asignado a los hosts,[11] de modo que la cantidad máxima de hosts por cada red es 28 - 2, o 254 hosts.

| Clase            | Bits iniciales | Intervalo (*)                      | N.º de redes | N.º de direcciones por red | N.º de hosts por red(‡) | Máscara de red | Dirección de broadcast |
| ---------------- | -------------- | ---------------------------------- | ------------ | -------------------------- | ----------------------- | -------------- | ---------------------- |
| A                | 0              | 0.0.0.0 (**) - 127.255.255.255 (†) | 126          | 16 777 216                 | 16 777 214              | 255.0.0.0      | x.255.255.255          |
| B                | 10             | 128.0.0.0 - 191.255.255.255        | 16 382       | 65 536                     | 65 534                  | 255.255.0.0    | x.x.255.255            |
| C                | 110            | 192.0.0.0 - 223.255.255.255        | 2 097 150    | 256                        | 254                     | 255.255.255.0  | x.x.x.255              |
| D (Multicast)    | 1110           | 224.0.0.0 - 239.255.255.255        |              |                            |                         |                |                        |
| E (experimental) | 1111           | 240.0.0.0 - 255.255.255.254        |              |                            |                         |                |                        |

- (*) La dirección que tiene los bits de host iguales a 0 sirve para definir la red en la que se ubica. Se denomina dirección de red. La dirección que tiene los bits correspondientes a host iguales a 1,[1] sirve para enviar paquetes a todos los hosts de la red en la que se ubica. Se denomina dirección de broadcast.
- (**) La dirección 0.0.0.0 es reservada por la IANA para identificación local.
- (†) Las direcciones 127.x.x.x se reservan para designar la propia máquina. Se denomina dirección de bucle local o loopback.
- (‡) La primera dirección se reserva para identificar la red (p.ej. 18.0.0.0), mientras que la última dirección se emplea como dirección de difusión o broadcast (p.ej. 18.255.255.255). Ese es el motivo por el que el número máximo de hosts en una red es siempre igual al número de direcciones disponibles en un rango específico menos dos.

El diseño de redes de clases (classful) sirvió durante la expansión de internet, sin embargo este diseño no era escalable y frente a una gran expansión de las redes en la década de los noventa, el sistema de espacio de direcciones de clases fue reemplazado por una arquitectura de redes sin clases denominado Classless Inter-Domain Routing (CIDR) en el año 1993. CIDR está basada en redes de longitud de máscara de subred variable (variable-length subnet masking o VLSM), lo que permite asignar redes de longitud de prefijo arbitrario. Permitiendo por tanto una distribución de direcciones más fina y granulada, calculando las direcciones necesarias y "desperdiciando" las mínimas posibles.

### Direcciones privadas
Existen ciertas direcciones en cada clase de dirección IP que no están asignadas y que se denominan direcciones privadas. Las direcciones privadas pueden ser utilizadas por los hosts que usan traducción de dirección de red (NAT) para conectarse a una red pública o por los hosts que no se conectan a Internet. Se reservan tres rangos no superpuestos de direcciones IPv4 para redes privadas. En una misma red no pueden existir dos direcciones iguales, pero sí se pueden repetir en dos redes privadas que no tengan conexión directa entre sí o que se conecten a través de un tercero que haga NAT. Las direcciones privadas son:
De los aproximadamente cuatro mil millones de direcciones definidas en IPv4, cerca de 18 millones de direcciones en tres rangos están reservadas para su uso en redes privadas. Las direcciones de paquetes en estos rangos no son enrutables en la Internet pública; son ignorados por todos los enrutadores públicos. Por lo tanto, los hosts privados no pueden comunicarse directamente con las redes públicas y requieren la traducción de direcciones de red en una puerta de enlace de enrutamiento para este propósito.

| Nombre           | Bloque CIDR    | Rango de direcciones          | Número de direcciones | Clase                                     |
| ---------------- | -------------- | ----------------------------- | --------------------- | ----------------------------------------- |
| bloque de 24-bit | 10.0.0.0/8     | 10.0.0.0 – 10.255.255.255     | 16 777 216            | Clase A.                                  |
| bloque de 20-bit | 172.16.0.0/12  | 172.16.0.0 – 172.31.255.255   | 1 048 576             | Rango contiguo de 16 bloques de clase B.  |
| bloque de 16-bit | 192.168.0.0/16 | 192.168.0.0 – 192.168.255.255 | 65 536                | Rango contiguo de 256 bloques de clase C. |

### Máscara de red
La máscara de red permite distinguir dentro de la dirección IP, los bits que identifican a la red y los bits que identifican al host. En una dirección IP versión 4, de los 32 bits que se tienen en total, se definen por defecto para una dirección clase A, que los primeros ocho bits son para la red y los restantes 24 para host, en una dirección de clase B, los primeros 16 bits son la parte de red y la de host son los siguientes 16, y para una dirección de clase C, los primeros 24 bits son la parte de red y los ocho restantes son la parte de host. Por ejemplo, de la dirección de clase A 10.2.1.2 sabemos que pertenece a la red 10.0.0.0 y el anfitrión o host al que se refiere es el 2.1.2 dentro de la misma.
La máscara se forma poniendo en 1 los bits que identifican la red y en 0 los bits que identifican al host. De esta forma una dirección de clase A tendrá una máscara por defecto de 255.0.0.0, una de clase B 255.255.0.0 y una de clase C 255.255.255.0: los dispositivos de red realizan un AND entre la dirección IP y la máscara de red para obtener la dirección de red a la que pertenece el host identificado por la dirección IP dada. Por ejemplo:
Dirección IP: 196.5.4.44
Máscara de red (por defecto): 255.255.255.0
AND (en binario):
11000100.00000101.00000100.00101100 (196.5.4.44) Dirección ip
11111111.11111111.11111111.00000000 (255.255.255.0) Máscara de red
11000100.00000101.00000100.00000000 (196.5.4.0) Resultado del AND
Esta información la requiere conocer un router, ya que necesita saber cuál es la red a la que pertenece la dirección IP del datagrama destino para poder consultar la tabla de encaminamiento y poder enviar el datagrama por la interfaz de salida. La máscara también puede ser representada de la siguiente forma 10.2.1.2/8 donde el /8 indica que los 8 bits más significativos de máscara están destinados a redes o número de bits en 1, es decir /8 = 255.0.0.0. Análogamente (/16 = 255.255.0.0) y (/24 = 255.255.255.0).
Las máscaras de red por defecto se refieren a las que no contienen subredes, pero cuando estas se crean, las máscaras por defecto cambian, dependiendo de cuántos bits se tomen para crear las subredes.

### Creación de subredes
El espacio de direcciones de una red puede ser subdividido a su vez creando subredes autónomas separadas. Un ejemplo de uso es cuando necesitamos agrupar todos los empleados pertenecientes a un departamento de una empresa. En este caso crearíamos una subred que englobara las direcciones IP de estos. Para conseguirlo hay que reservar bits del campo host para identificar la subred estableciendo a uno los bits de red-subred en la máscara. Por ejemplo la dirección 173.17.1.1 con máscara 255.255.255.0 nos indica que los dos primeros octetos identifican la red (por ser una dirección de clase B), el tercer octeto identifica la subred (a 1 los bits en la máscara) y el cuarto identifica el host (a 0 los bits correspondientes dentro de la máscara). Hay dos direcciones de cada subred que quedan reservadas: aquella que identifica la subred (campo host a 0) y la dirección para realizar broadcast en la subred (todos los bits del campo host en 1).
Las redes se pueden dividir en redes más pequeñas para un mejor aprovechamiento de las direcciones IP que se tienen disponibles para los hosts, ya que estas a veces se desperdician cuando se crean subredes con una sola máscara de subred.
La división en subredes le permite al administrador de red contener los broadcast que se generan dentro de una LAN, lo que redunda en un mejor desempeño del ancho de banda.
Para comenzar la creación de subredes, se comienza pidiendo “prestados” bits a la parte de host de una dirección dada, dependiendo de la cantidad de subredes que se deseen crear, así como del número de hosts necesarios en cada subred.

## Tipos

### IP dinámica
Una dirección IP dinámica es una IP asignada al usuario, mediante un servidor DHCP (Dynamic Host Configuration Protocol). La IP que se obtiene tiene una duración máxima determinada. El servidor DHCP provee parámetros de configuración específicos para cada cliente que desee participar en la red IP. Entre estos parámetros se encuentra la dirección IP del cliente.
DHCP apareció como protocolo estándar en octubre de 1993. El estándar RFC 2131 especifica la última definición de DHCP (marzo de 1997). DHCP sustituye al protocolo BOOTP, que es más antiguo. Debido a la compatibilidad retroactiva de DHCP, muy pocas redes continúan usando BOOTP puro.
Las IP dinámicas son las que actualmente ofrecen la mayoría de operadores. El servidor del servicio DHCP puede ser configurado para que renueve las direcciones asignadas cada tiempo determinado.

#### Ventajas
- Reduce los costos de operación a los proveedores de servicios de Internet (ISP).
- Reduce la cantidad de IP asignadas (de forma fija) inactivas.
- El usuario puede reiniciar el modem o router para que le sea asignada otra IP y así evitar las restricciones que muchas webs ponen a sus servicios gratuitos de descarga o visionado multimedia en línea.

#### Desventajas
- Obliga a depender de servicios que redirigen un host a una IP.

#### Asignación de direcciones IP
Dependiendo de la implementación concreta, el servidor DHCP tiene tres métodos para asignar las direcciones IP:
- manualmente, cuando el servidor tiene a su disposición una tabla que empareja direcciones MAC con direcciones IP, creada manualmente por el administrador de la red. Solo clientes con una dirección MAC válida recibirán una dirección IP del servidor.
- automáticamente, donde el servidor DHCP asigna por un tiempo preestablecido ya por el administrador una dirección IP libre, tomada de un intervalo prefijado también por el administrador, a cualquier cliente que solicite una.
- dinámicamente, el único método que permite la reutilización de direcciones IP. El administrador de la red asigna un intervalo de direcciones IP para el DHCP y cada ordenador cliente de la LAN tiene su software de comunicación TCP/IP configurado para solicitar una dirección IP del servidor DHCP cuando su tarjeta de interfaz de red se inicie. El proceso es transparente para el usuario y tiene un periodo de validez limitado.

### IP fija
Una dirección IP fija o IP estática es una dirección IP asignada por el usuario de manera manual, o por el servidor de la red, con base en la dirección MAC del cliente. Muchas personas asocian IP fija con IP pública e IP dinámica con IP privada.
Una IP puede ser privada ya sea dinámica o fija como puede ser IP pública dinámica o fija.
Una IP pública se utiliza generalmente para montar servidores en internet y necesariamente se desea que la IP no cambie. Por eso la IP pública se la configura, habitualmente, de manera fija y no dinámica.
En el caso de la IP privada es, generalmente, dinámica y está asignada por un servidor DHCP, pero en algunos casos se configura IP privada fija para poder controlar el acceso a internet o a la red local, otorgando ciertos privilegios dependiendo del número de IP que tenemos. Si esta cambiara (si se asignase de manera fuera dinámica) sería más complicado controlar estos privilegios (pero no imposible).

## Direcciones IPv6
La función de la dirección IPv6 es exactamente la misma que la de su predecesor IPv4, pero dentro del protocolo IPv6.
Está compuesta por 128 bits y se expresa en una notación hexadecimal de 32 dígitos. IPv6 permite actualmente que cada persona en la Tierra tenga asignados varios millones de IP, ya que puede implementarse con 2128 (3.4×1038 hosts direccionables). La ventaja con respecto a la dirección IPv4 es obvia en cuanto a su capacidad de direccionamiento.
Su representación suele ser hexadecimal y para la separación de cada par de octetos se emplea el símbolo ":". Un bloque abarca desde 0000 hasta FFFF. Algunas reglas de notación acerca de la representación de direcciones IPv6 son:
- Los ceros iniciales se pueden obviar.

Ejemplo: 2001:0123:0004:00ab:0cde:3403:0001:0063 -> 2001:123:4:ab:cde:3403:1:63
- Los bloques contiguos de ceros se pueden comprimir empleando "::". Esta operación solo se puede hacer una vez.

Ejemplo: 2001:0:0:0:0:0:0:4 -> 2001::4. 2001:0:0:0::2:1
Ejemplo no válido: 2001::2001::2:0:0:1 o 2001::0:0:2::1.

## Obtención de la dirección IP
Dependiendo del sistema operativo en el que usted se encuentre, puede saber fácilmente cuál es su dirección IP:

### GNU/Linux y subsistemas UNIX-like
En GNU/Linux y demás subsistemas UNIX y UNIX-like, se tienen dos comandos:
IFCONFIG
Nota: "ifconfig" puede no estar disponible en nuevas versiones de algunos subsistemas UNIX, está siendo sustituido por "ip"
```
user@host:~$
 
ifconfig
 [interfaz]
```

IP
```
user@host:~$
 
ip address show dev
 [interfaz]
```

O también su versión abreviada:
```
user@host:~$
 
ip a show dev
 [interfaz]
```